# Alina Zwilij
Alina Oleksandriwna Zwilij (ukrainisch Аліна Олександрівна Цвілій, geborene Haltschenko [Гальченко], international nach englischer Transkription Alina Tsviliy beziehungsweise Halchenko; * 18. September 1994) ist eine ukrainische Geherin.

## Sportliche Laufbahn
Erste internationale Erfahrungen sammelte Alina Zwilij bei den 2010 erstmals ausgetragenen Olympischen Jugendspielen in Singapur, bei denen sie über 5000 Meter in 22:47,89 min den sechsten Platz belegte. Ein Jahr darauf wurde sie bei den Jugendweltmeisterschaften nahe Lille in 22:12,47 min Vierte. 2012 folgte ein elfter Platz im 10.000-Meter-Gehen bei den Juniorenweltmeisterschaften in Barcelona. 2017 belegte die Studentin der H.S. Skoworoda Charkiw National Pedagogical University den siebten Platz über 20 km bei der Sommer-Universiade in Taipeh. Mit einer Zieleinlaufzeit von 4:12,44 Stunden errang Zwilij bei den Europameisterschaften 2018 in Berlin hinter der Portugiesin Inês Henriques und vor der Spanierin Júlia Takács die Silbermedaille im 50-km-Gehen.

### Dopingsperre
Weil Zwilij am 2. August 2018 positiv auf das verbotene Herzmittel Trimetazidin getestet wurde, disqualifizierte sie die Unabhängige Integritätskommission (AIU) des Leichtathletikweltverbandes World Athletics ab diesem Tag und verhängte eine Sperre bis zum 3. Mai 2021.